# Cantó de Trélon
El cantó de Trélon és una divisió administrativa francesa, situada al departament del Nord i la regió dels Alts de França.

## Composició
El cantó de Trélon aplega les comunes següents :
- Anor
- Baives
- Eppe-Sauvage
- Féron
- Fourmies
- Glageon
- Moustier-en-Fagne
- Ohain
- Trélon
- Wallers-en-Fagne
- Wignehies
- Willies

## Història
| Date d'elecció                        | Identitat      | Partit |
| ------------------------------------- | -------------- | ------ |
| 2001-                                 | Jean-Luc Perat | PS     |
| Les dades anteriors no són conegudes. |                |        |
|                                       |                |        |

| 1962 | 1968 | 1975 | 1982 | 1990 | 1999   | 2006   |
| ---- | ---- | ---- | ---- | ---- | ------ | ------ |
| -    | -    | -    | -    | -    | 27.437 | 26.919 |